# Melanophryniscus montevidensis
Melanophryniscus montevidensis és una espècie d'amfibi que viu al Brasil i a l'Uruguai.
Està amenaçada d'extinció per la pèrdua del seu hàbitat natural.